# Jasseniw-Pilnyj
Jasseniw-Pilnyj (ukrainisch Ясенів-Пільний; russisch Ясенов-Польный/Jassenow-Polny, polnisch Jasienów Polny) ist ein Dorf im Osten der ukrainischen Oblast Iwano-Frankiwsk mit etwa 3200 Einwohnern (2001).
Das erstmals 1472 schriftlich erwähnte Dorf liegt im Osten der historischen Landschaft Galizien an der Regionalstraße P–20 7 km südlich vom ehemaligen Rajonzentrum Horodenka und etwa 75 km südöstlich vom Oblastzentrum Iwano-Frankiwsk.
Jasseniw-Pilnyj besitzt eine Bahnstation an der Bahnstrecke Deljatyn–Stepaniwka.
Am 12. Juni 2020 wurde das Dorf ein Teil neu gegründeten Stadtgemeinde Horodenka; bis dahin bildete es die Landratsgemeinde Jasseniw-Pilnyj (Ясенево-Пільнівська сільська рада/Jassenewo-Pilniwska silska rada) im Südosten des Rajons Horodenka.
Am 17. Juli 2020 wurde der Ort Teil des Rajons Kolomyja.